# Loggins and Messina (album)
Loggins and Messina è il secondo album in studio del duo musicale statunitense Loggins and Messina, pubblicato nel 1972.

## Tracce
Side 1
1. Good Friend (Jim Messina) – 4:04
2. Whiskey (Kenny Loggins) – 1:58
3. Your Mama Don't Dance (Loggins, Messina) – 2:48
4. Long Tail Cat (Loggins) – 3:47
5. Golden Ribbons (Messina) – 6:08

Side 2
1. Thinking of You (Messina) – 2:19
2. Just Before the News (Messina) – 1:09
3. Till the Ends Meet (Loggins) – 3:10
4. Holiday Hotel (Messina, Al Garth) – 2:02
5. Lady of My Heart (Loggins) – 1:44
6. Angry Eyes (Loggins, Messina) – 7:40

## Formazione
- Kenny Loggins – voce, chitarra, armonica
- Jim Messina – voce, chitarra, mandolino
- Merel Bregante – batteria, cori
- Lester "Al" Garth – violino, recorder, sassofono
- Jon Clarke – flauto, oboe, recorder, sassofono
- Larry Sims – basso, cori
- Michael Omartian – organo Hammond, piano acustico, harmonium, clavinet, tack piano, piano elettrico Wurlitzer
- Rusty Young – dobro (in Long Tail Cat)
- Milt Holland – percussioni